# Vera Konsztantyinovna Romanova orosz hercegnő
Ifjabb Vera Konsztantyinovna orosz hercegnő (oroszul: Княжна Вера Константиновна Романова; Pavlovszk, 1906. április 11./24. – Nyack, 2001. január 11.) orosz hercegnő, amerikai orosz emigráns.

## Élete
Vera Konsztantyinovna hercegnő 1906 áprilisában jött világra Konsztantyin Konsztantyinovics nagyherceg és Erzsébet szász–altenburgi hercegnő kilencedik, utolsó gyermekeként. A családban rajta kívül csak egy leány volt, Tatyjana hercegnő, ugyanis másik nővére, Natalja Konsztantyinovna 1905-ben pár hónapos korában elhalálozott. Vera Konsztantyinovna és testvérei III. Sándor cár törvénye miatt csak hercegi rangot viseltek, szemben az addigi megszokott nagyhercegivel.
1914-ben az első világháború kitörésének napján Vera hercegnő szüleivel és legfiatalabb bátyjával, Georgij herceggel éppen Németországban időzött Erzsébet szász–altenburgi hercegnő rokonainál. Mivel a németek ellenségeinek számítottak, a kormány nem akarta hazaengedni őket Oroszországba; egyedül Auguszta Viktória német császárnénak és porosz királynénak „köszönhették” kijutásukat az országból. A hadsereghez csatlakozott Vera Konsztantyinovna összes idősebb bátyja; Oleg herceg és Vera sógora, Konsztantyin Alekszandrovics grúz herceg az elsők között estek el. A csapások hatására megrendült Konsztantyin nagyherceg egészsége is; Vera hercegnő szemtanúja volt édesapja 1915 júniusában bekövetkezett halálának.
A világháború alatt Vera Konsztantyinovna édesanyjával és Georgij bátyjával élt a család pavlovszki palotájában. A cári rendszer végéi jelentő 1917-es forradalom után továbbra is Oroszországban maradtak. Az Ideiglenes Kormány házi őrizetbe vette a családot, felügyeletük a bolsevikok hatalomra jutása után drasztikusan megszigorodott. Életkörülményeik egy idő után nagyon rosszak lettek, volt, hogy a palota bútorait kellett elcserélni élelemre. 1918 októberében a Vera Konsztantyinovna, Georgij Konsztantyinovics és édesanyjuk, illetve legidősebb bátyjuk gyermekei, négy hűséges cselédjükkel Viktória svéd királyné meghívására és politikai nyomására, engedélyt kaptak a bolsevik kormánytól az ország elhagyására. Az Ångermanland svéd hajó fedélzetén jutottak el Svédországba. A viszontagságos utazás – a szovjet vezetés kétszer, a német kormány egyszer vizsgáltatta át a hajó minden utasát és rakományát – után Stockholmban kötöttek ki; a svéd királyi család menedéket nyújtott nekik a királyi palotában. Vera Konsztantyinovna hercegnő szűk családi köréből mindössze csak két személy, nővére, Tatyjana grúz hercegné és Gavriil Konsztantyinovics menekült meg; többi fivérét mind kivégezték a bolsevikok.
A család és Vera Konsztantyinovna sógornéja, Ilona szerb királyi hercegnő a svéd fővárosban éltek. Stockholmi életvitelük idővel túl költségesnek bizonyult, amire nem volt elegendő pénzük, így a család I. Albert belga király invitálására Belgiumba költözött. Később Németországba települtek át Erzsébet szász–altenburgi hercegnő rokonaihoz. Édesanyja 1927-ben bekövetkezett halálát követően, Georgij herceg lakberendezőként dolgozott az Egyesült Államokban, míg Vera Konsztantyinovna ott maradt Altenburgban, egészen a második világháború végéig. A közeledő szovjet csapatok elől Hamburgba menekült. Vera Konsztantyinovna ekkor hivatalosan nem volt egyetlen ország állampolgára sem, minthogy az Orosz Birodalom összeomlása után nem lett polgára a Szovjetuniónak. Noha több ország is – főként olyanok, ahol rokonai éltek – felajánlották neki, hogy állampolgárukká fogadják, Vera hercegnő mindegyiküket visszautasította: „Nem hagytam el Oroszországot; Oroszország hagyott el engem”.
1951-ben Vera Konsztantyinovna az Egyesült Államokba költözött. Életét jótékonykodásnak szentelte, az amerikai orosz ortodox közösség fontos tagjává vált. Támogatta a cári család kivégzett tagjainak kanonizálását, ennek eredményeként a külföldön működő orosz ortodox egyházak sorban nyilvánították szentté II. Miklós cárt és családját, illetve mártírként ismerték el Vera hercegnő kivégzett testvéreit. Időnként a saját életéről, illetve a cári család emberi oldaláról szóló cikkei jelentek meg az orosz emigránsok által kiadott, Kagyetszkaja pereklicska nevű lapban (természetesen az azóta is érvényben lévő, bolsevik írásreform előtti formában). Testvérei közül ekkora már csak ketten maradtak életben, minthogy Georgij herceg 1938-ban elhunyt. Gavriil herceg örökösök nélkül távozott el, 1955-ben, Tatyjana hercegnő egy jeruzsálemi apácarend tagjaként élte le hátralevő éveit. Vera Konsztantyinovna maradt az egyetlen olyan tagja a cári családnak, aki emlékezett is a cári időkre, hiszen unokahúga, a cári rendszer utolsó Romanovjaként született Jekatyerina Ivanovna hercegnő kétéves korában tört ki a forradalom.
Vera Konsztantyinovna hercegnő a New York állambeli Nyack faluban hunyt el 2001. január 11-én, az unokaöccse által igazgatott Tolsztoj Alapítvány idősotthonban. Egy New York-közeli orosz ortodox temetőben helyezték örök nyugalomra, bátyja, Georgij Konsztantyin mellé. 2007-ben emlékkiállítás nyílt róla egykori lakhelyén, Pavlovszkban.

## Külső hivatkozások
- Életrajza[halott link] (oroszul)
- Képek, érdekességek Archiválva 2009. március 2-i dátummal a Wayback Machine-ben (angolul)